# 谢彩轩
谢彩轩（1898年6月21日—1937年12月13日），字必宾，广东省合浦县南康镇黄梢村人，曾任国民革命军第六十六军159师第475旅上校副旅长。1937年12月12日，在南京保卫战中牺牲，后被追授少将军衔。

## 早期
谢彩轩幼年于父亲谢邦馨开班的私塾接受启蒙教育，后就读于廉州中学。1921年加入粤军第1师当兵，不久后调到连部担任上士文书，后升准尉司书。1923年8月谢彩轩考入西江讲武堂步兵科接受军官教育。1924年7月毕业后重回粤军历任少尉排长、中尉排长。北伐战争时期效力于叶挺率领的叶挺独立团，参与汀泗桥战役、武昌战斗等战役，由于战功突出被连续提拔为上尉连长和少校营长。1929年受命调回粤军，任第一集团军教导师一团三营少校营长，后升为中校，驻防广州三元里一带。由于治军严明，后再被提拔为第一集团军第三军八师二十四团上校团长，驻防龙川一带。1936年8月，两广事变后调任国民革命军二十四集团军总司令部任上校参议，不久后调往合浦县三合口军垦区任上校主任。

## 请缨抗战

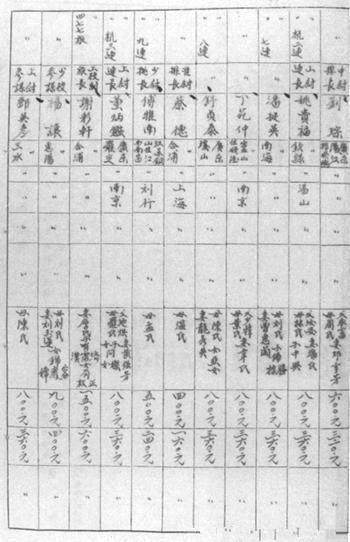
谢彩轩阵亡后的死亡调查表

1937年七七事变后，当时身患疟疾的谢彩轩主动请缨前往前线加入战斗。于1937年9月接替升任国民革命军第六十六军第159师第477旅副旅长的黄纪福职务，任国民革命军第六十六军第159师第475旅第949团团长，从广东出发，于汤山接管部队。旋即指挥部队于上海西郊及沪宁前线阻击日军，后因江阴失守退入南京防线内。12月7日下午1时，日军对汤山发起进攻。由于谢彩轩刚接手部队，对部队情况不甚了解，只得且战且退，谢彩轩部先后撤往东水关与明故宫附近休整。12月11日，第159师撤入南京城内，并在中山门至玄武门一线构筑防御工事。第159师将部队缩编为两个战斗团，第949团保留战斗编制，谢彩轩与该团老团长——第477旅副旅长黄纪福，互换职务，时任477旅长陈骥。12月12日下午5时，南京守军司令唐生智下令各部突围，国民革命军南京城守军弃城而出，第477旅则从太平门突围。9日晚9时，第159师部于尧化门、仙鹤门遇日军坦克部队阻击，多次突围未果。该师副师长罗策群组织敢死队冲锋，谢彩轩亦加入其中。敢死队突围至中山陵以东的麒麟门时，谢彩轩不幸中弹以身殉国。

## 纪念
- 1940年6月5日，国民政府追晋谢彩轩为少将。
- 2014年9月1日，谢彩轩被列入中华人民共和国民政部公布的第一批300名著名抗日英烈和英雄群体名录。[8]